# Nina De Padova
Nina De Padova, pseudonimo di Anna Bravaccino (Napoli, 26 maggio 1900 – Roma, 25 novembre 1987), è stata un'attrice italiana.

## Biografia
Sposata con un maresciallo dell'Esercito Italiano, Antonio de Padova, verso la fine della seconda guerra mondiale fondò una propria compagnia teatrale portando in scena lavori di Eduardo Scarpetta, Salvatore Di Giacomo, Ernesto Murolo e Libero Bovio, dapprima presso la Casa del Soldato e in seguito nel teatro del Circolo Ufficiali di Napoli, dove cominciò a guadagnarsi una certa notorietà. Intorno alla metà degli anni cinquanta, mentre recitava in una commedia dialettale, venne notata da Eduardo De Filippo, che l'anno seguente l'accoglierà nella Scarpettiana e, a partire dal 1958, nella compagnia Il Teatro di Eduardo.
Alla fine degli anni cinquanta Nina De Padova si trasferì a Roma ospite della nipote per lavorare con la compagnia di Eduardo, con cui registrò due cicli di commedie per il neonato Secondo Programma, otto nel 1962 (fra cui Natale in casa Cupiello, in cui recitò nel ruolo di Concetta, poi affidato a Pupella Maggio nella versione televisiva del 1977) e quattro nel 1964, oltre a tre dirette teatrali nel 1959 (da Roma, da Milano e da Napoli) e una miniserie televisiva in sei puntate andata in onda nel 1963. Nina de Padova, che lavorò anche al fianco di Totò e di Peppino de Filippo, viene ricordata principalmente per le sue interpretazioni di Carmela, la sorella di Raffaele, il custode, in Questi fantasmi! e di Rosalia Solimene, confidente di Filumena Marturano nell'omonima commedia.
La sua ultima collaborazione con Eduardo risale alla fine di aprile del 1964.
Un paio d'anni dopo accettò l'offerta di Garinei e Giovannini di prendere parte alla prima edizione della commedia musicale Ciao Rudy, allestita per il Teatro Sistina di Roma, nel ruolo della padrona di "Mamma Caruso" (ruolo che nelle due edizioni successive sarà soppresso). Lo spettacolo, che registrò il tutto esaurito nelle quasi 100 repliche, rimase in cartellone dal 7 gennaio all'11 aprile 1966, allorquando Marcello Mastroianni, che interpretava il protagonista, ne interruppe le rappresentazioni per collaborare con Federico Fellini al mai realizzato Il viaggio di G. Mastorna, detto Fernet. Insieme al resto del cast, Nina dovrà così rinunciare alla tournée italiana del musical e ai quattro mesi di repliche previste negli Stati Uniti.
L'ultima parte della sua carriera la vedrà impegnata in produzioni cinematografiche e televisive in cui ricoprirà prevalentemente ruoli di secondo piano.

## Prosa televisiva Rai
- Sogno di una notte di mezza sbornia, tratta da L'agonia di Schizzo di Athos Setti (Carolina), adattamento alla versione napoletana e regia di Eduardo De Filippo (1959)
- Tre calzoni fortunati di Eduardo Scarpetta (Scarfilina), trasmessa in diretta dal Teatro Valle di Roma il 23 gennaio 1959.
- La fortuna con l’effe maiuscola di Eduardo De Filippo (Concetta), trasmessa in diretta dal Teatro Odeon di Milano il 17 aprile 1959.
- Il medico dei pazzi di Eduardo Scarpetta (avventrice del bar) (11 maggio 1959)
- Sik Sik, l’artefice magico di Eduardo De Filippo (comparsa), andata in onda sul Secondo Programma Rai il 1º gennaio 1962.
- Ditegli sempre di sì di Eduardo De Filippo (Saveria Gallucci), andata in onda sul Secondo Programma Rai l’8 gennaio 1962.
- Natale in casa Cupiello di Eduardo De Filippo (Concetta Cupiello), andata in onda sul Secondo Programma Rai il 15 gennaio 1962.
- Napoli milionaria! di Eduardo De Filippo (Adelaide Schiano), andata in onda sul Secondo Programma Rai il 22 gennaio 1962.
- Questi fantasmi! di Eduardo De Filippo (Carmela), andata in onda sul Secondo Programma Rai il 29 gennaio 1962.
- Filumena Marturano di Eduardo De Filippo (Rosalia Solimene), andata in onda sul Secondo Programma Rai il 5 febbraio 1962.
- Le voci di dentro di Eduardo De Filippo (Rosa), andata in onda sul Secondo Programma Rai il 12 febbraio 1962.
- Sabato, domenica e lunedì di Eduardo De Filippo (zia Memè), andata in onda sul Secondo Programma Rai il 19 febbraio 1962.
- Peppino Girella di Eduardo De Filippo e Isabella Quarantotti (Concetta), miniserie televisiva italiana in sei puntate, andata in onda sul Secondo Programma Rai dal 14 aprile al 19 maggio 1963.
- Chi è cchiù felice ‘e me! di Eduardo De Filippo (Consiglia), andata in onda il 13 gennaio 1964.
- Non ti pago! di Eduardo De Filippo (Erminia), andata in onda il 5 febbraio 1964.
- La grande magia di Eduardo De Filippo (signora Zampa), andata in onda il 19 febbraio 1964.
- Mia famiglia di Eduardo De Filippo (signora Fucecchia), andata in onda il 15 aprile 1964.
- Il sindaco del Rione Sanità di Eduardo De Filippo (Immacolata), andata in onda il 29 aprile 1964.
- Assunta Spina di Salvatore Di Giacomo (figurante), andata in onda il 23 febbraio 1973.
- Le nozze difficili di Vitaliano Brancati, regia di Aldo Grimaldi, trasmessa dal Canale 1 il 21 giugno 1977.

## Filmografia

### Cinema
- Delitto a Posillipo, regia di Renato Parravicini (1967)
- Le farò da padre (nei paesi di lingua inglese presentato con il titolo Bambina), regia di Alberto Lattuada (1974)
- Vieni, vieni amore mio, regia di Vittorio Caprioli (1975)
- Vendetta napoletana (Maria), regia di Ernst Hofbauer (1980)
- Immacolata e Concetta - L'altra gelosia, regia di Salvatore Piscicelli (1980)
- Laura… a 16 anni mi dicesti sì, regia di Alfonso Brescia (1983)

### Televisione
- Il cappello del prete, regia di Sandro Bolchi – miniserie TV (1970)
- Traffico d'armi nel golfo, regia di Leonardo Cortese – miniserie TV (1977)
- Il fascino dell'insolito – serie TV (1980)
- L'eredità della priora, regia di Anton Giulio Majano – miniserie TV (1980)
- Tre operai, regia di Francesco Maselli – miniserie TV (1980)
- La sconosciuta, regia di Daniele D'Anza – miniserie TV (1982) - doppiata

## Teatro
- Ciao Rudy di Pietro Garinei, Sandro Giovannini e Luigi Magni (la padrona di mamma Caruso), regia di Garinei e Giovannini, Teatro Sistina di Roma (1966)